# GAZ-3102 Wolga
Der GAZ-3102 „Wolga“ (russisch ГАЗ-3102 „Волга“) ist ein von 1982 bis 2009 in Serie gebauter PKW des sowjetischen und später russischen Gorkowski Awtomobilny Sawods (kurz GAZ, russisch Горьковский автомобильный завод (ГАЗ), deutsch: Gorkier Automobilwerk). Bei dem Fahrzeug handelt es sich um eine modernisierte und besser ausgestattete Version des GAZ-24 Wolga, der noch bis 1992 parallel gefertigt wurde. Es gab mehrere Versuche einen Nachfolger für den Wagen zu finden, die Produktion wurde 2009 schließlich eingestellt. Eine technische Besonderheit stellte bis 1992 der Motor mit Schichtladung dar.

## Fahrzeuggeschichte

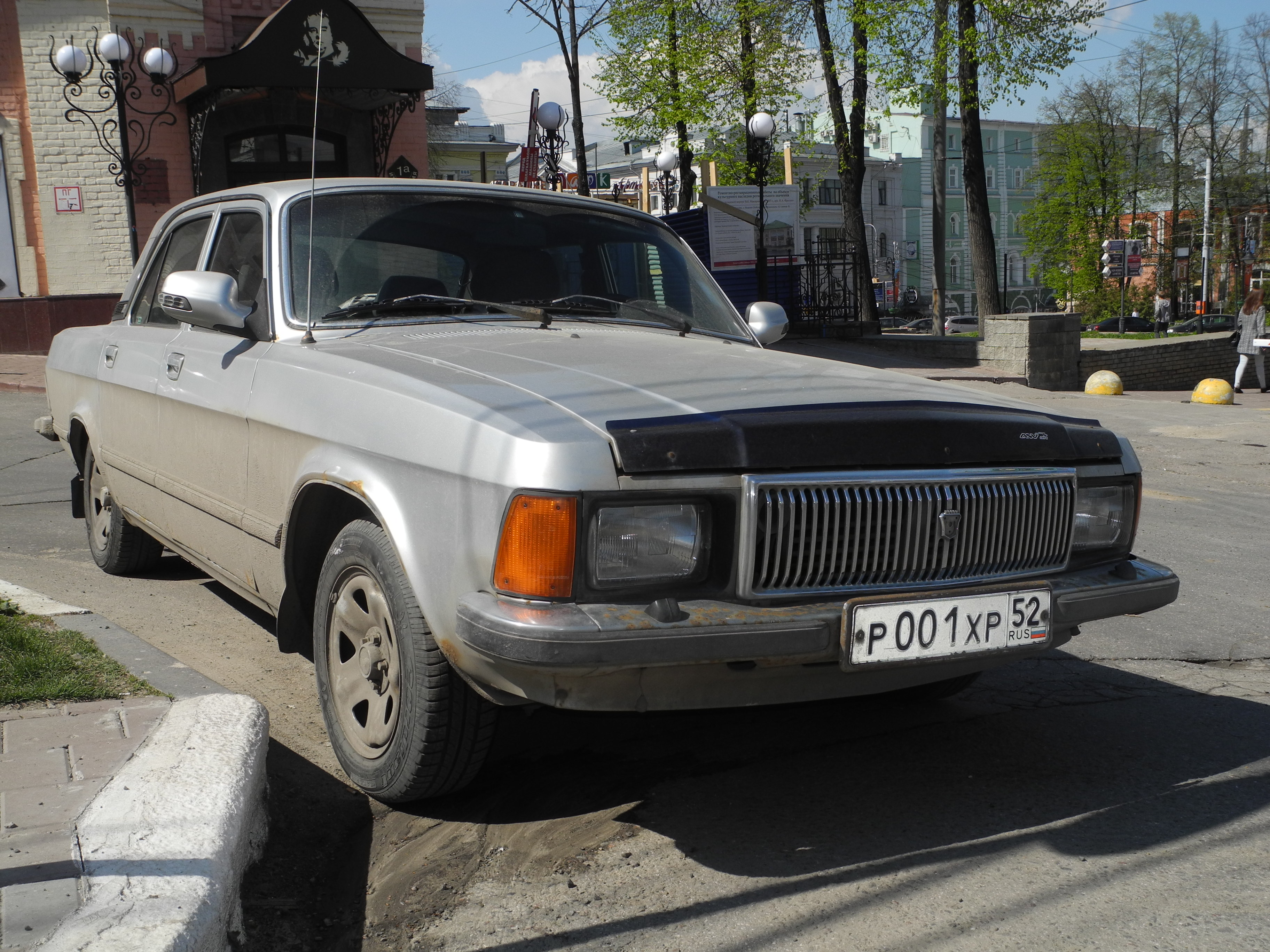
GAZ-3102 Wolga

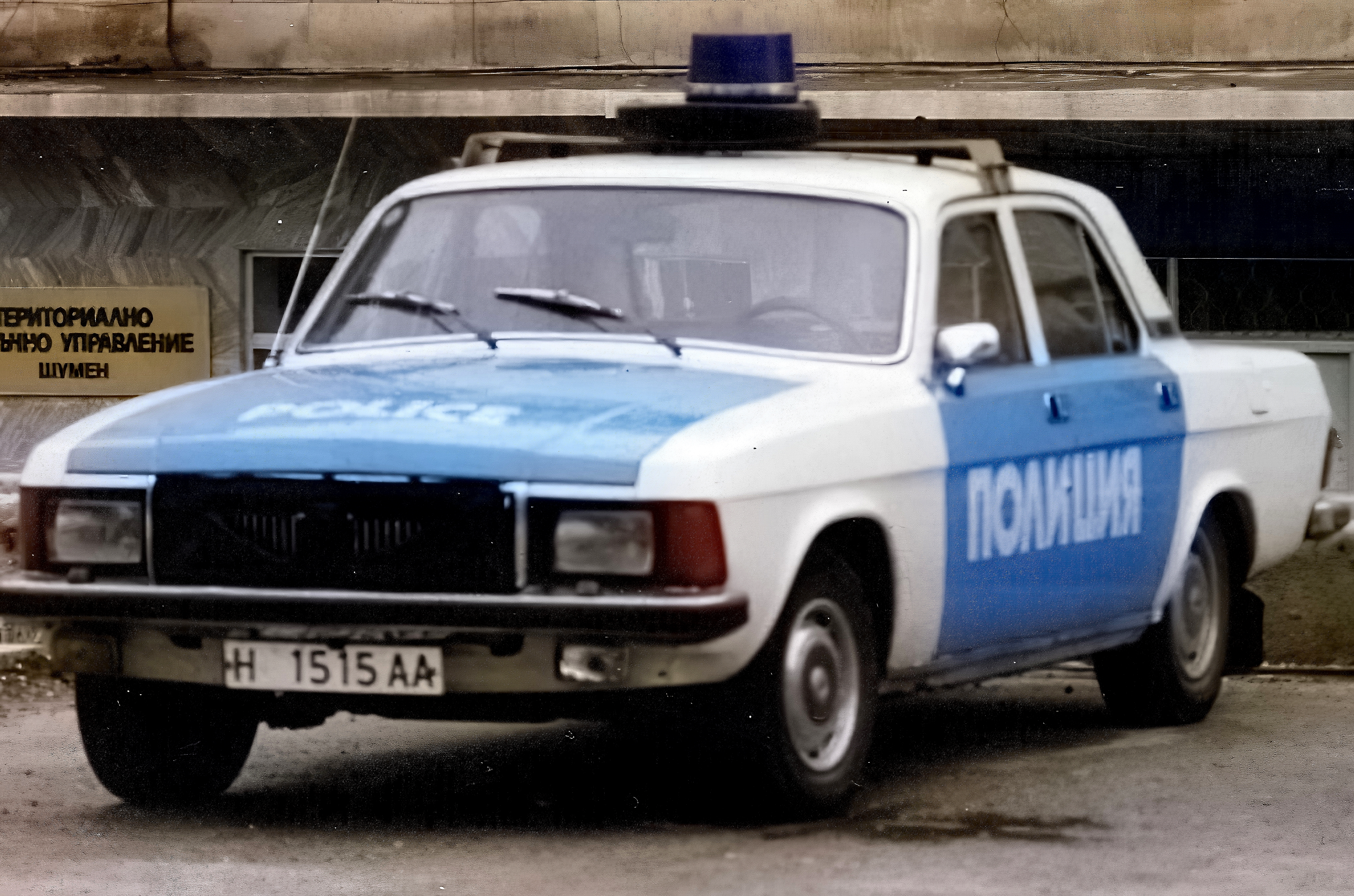
GAZ-3102 als Polizeiauto in Schumen, Bulgarien (1993)

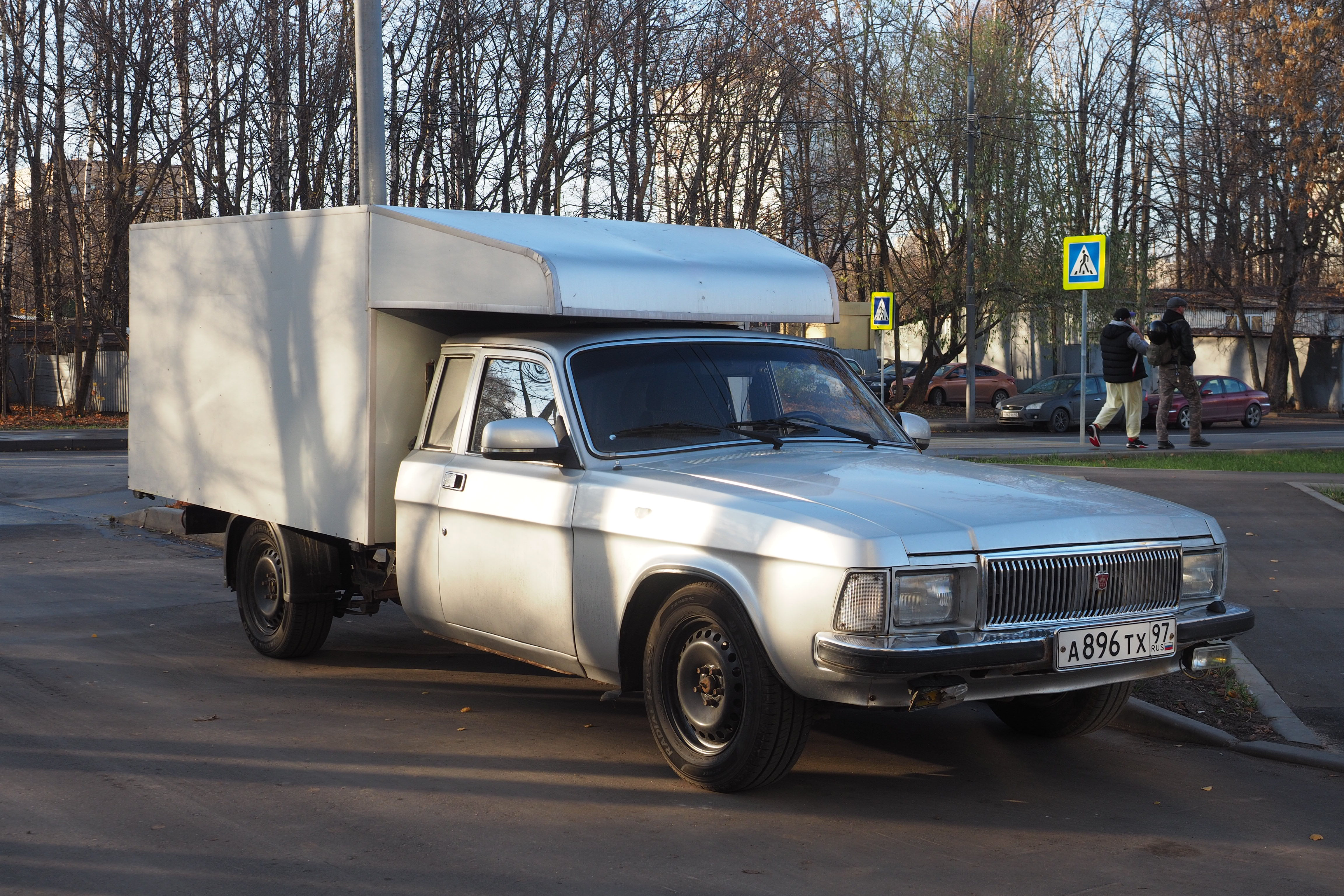
GAZ-3102 als nachträglich umgebauter Lieferwagen (2021)

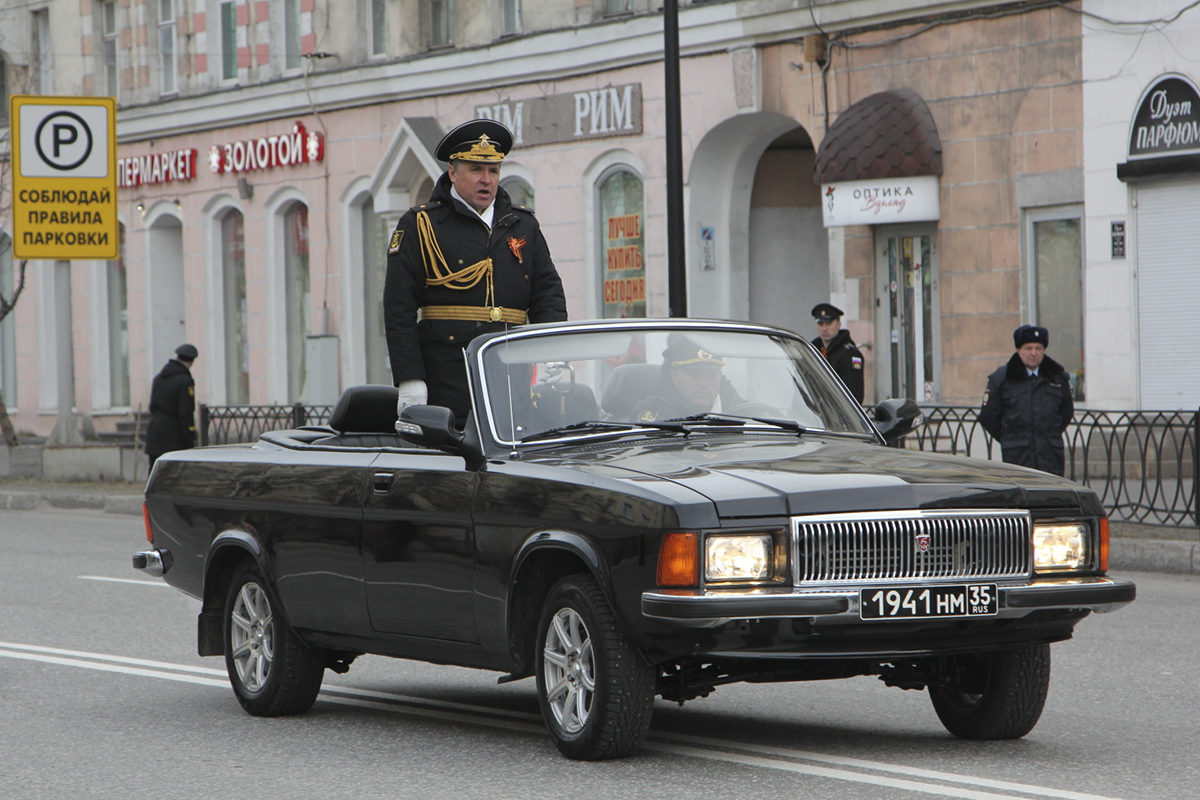
GAZ-3102 als Cabriolet bei den Vorbereitungen für eine Parade in Murmansk (2018)

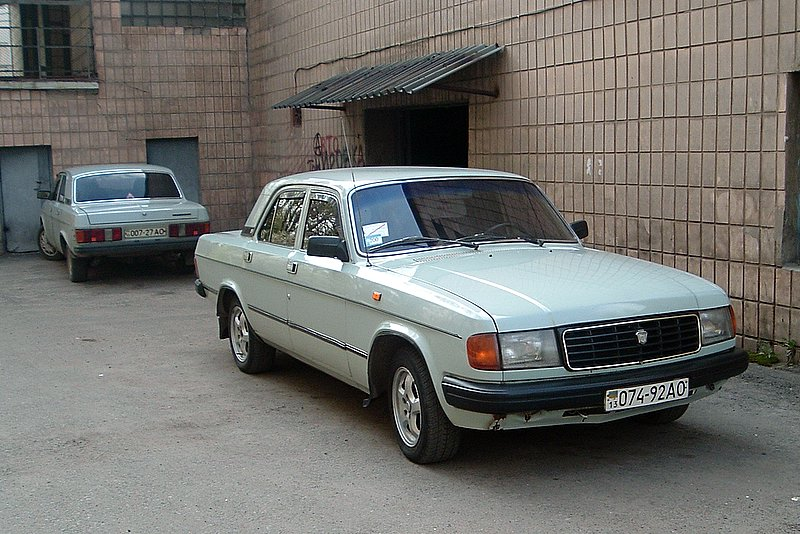
GAZ-31029 „Wolga“ mit der modifizierten Frontpartie, im Hintergrund die Heckansicht diese Modells (2005)

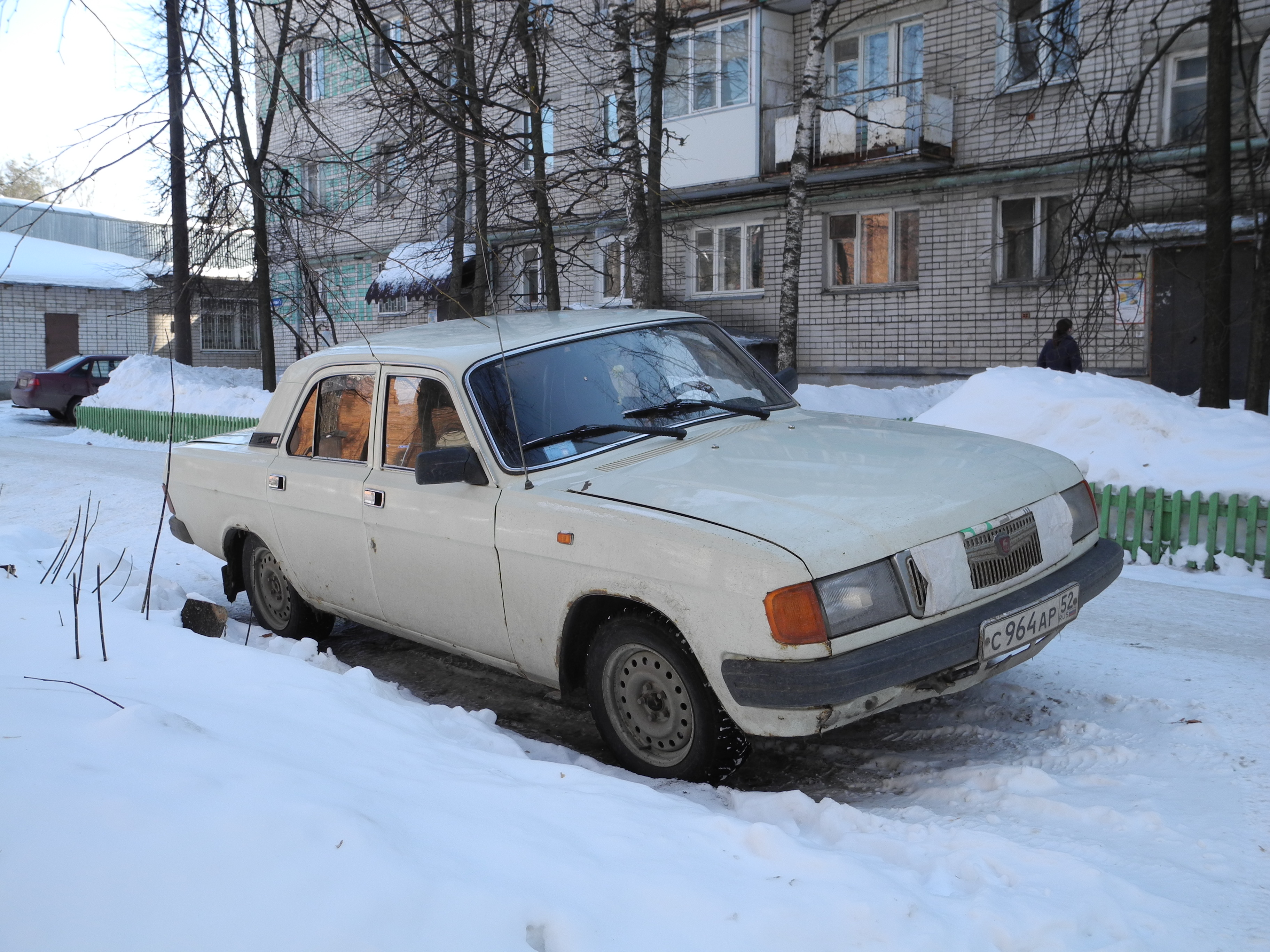
GAZ-31029 im Winterbetrieb (2012)

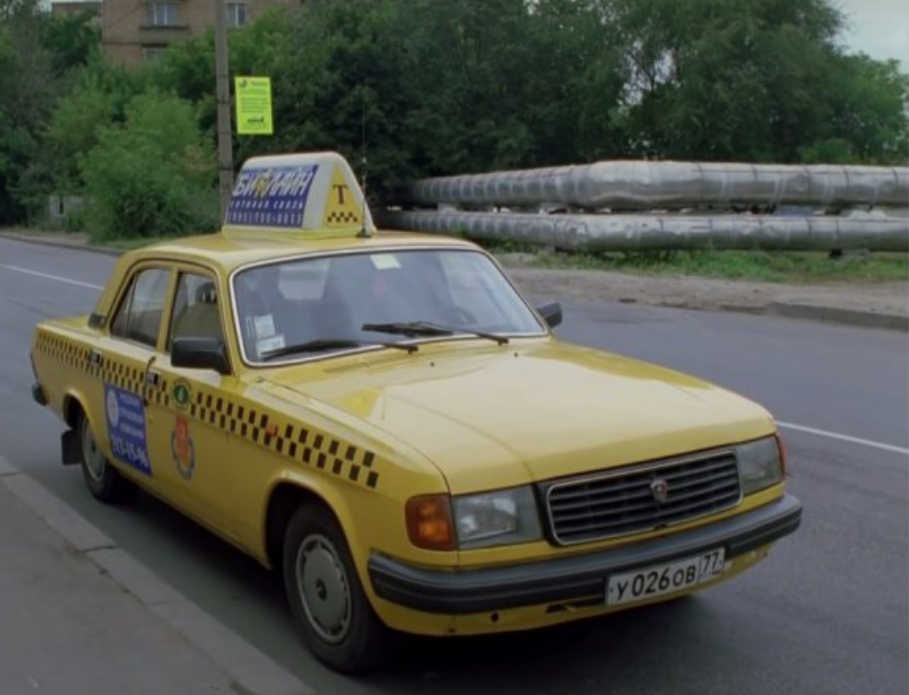
GAZ-31029 als Taxi (2022)

Während es schon vor Beginn der Serienproduktion des GAZ-24 „Wolga“ Prototypen mit moderner gestalteten Karosserieelementen gegeben hatte, wurden die ersten Prototypen mit der Bezeichnung GAZ-3101 in der ersten Hälfte der 1970er-Jahre gebaut. Die vierstellige Nummer war nach dem neuen genormten System von 1966 gewählt, der GAZ-24 war noch nach dem alten System aus den 1940er-Jahren benannt worden.
Die ersten fahrfähigen Exemplare gab es spätestens 1973. Sie wurden von einem V8 mit 4,5 l Hubraum angetrieben, der für das Fahrzeug entwickelt worden war. Auch ein V6 mit 3 l Hubraum wurde getestet, keiner der beiden Motoren schaffte es später in die Serienproduktion. Für die Großserienfertigung wurde stattdessen ein Vierzylindermotor mit Schichtladung eingebaut, das Fahrzeug in GAZ-3102 „Wolga“ umbenannt (02 ist das zweite Modell gemäß genormter Nomenklatur). Die ersten Fertigungsmuster wurden 1981 gebaut und präsentiert, die Serienfertigung begann 1982. Ursprünglich sollte der GAZ-3102 den GAZ-24 in der Produktion ersetzen, dieser wurde aber erst 1992 eingestellt. In den 1980er-Jahren machte der GAZ-3102 nur etwa 8 bis 10 % der Pkw-Fertigung in Gorki aus.
Dem bemerkenswerten Motorkonzept standen ansonsten kaum veränderte Technik und Optik des Wolgas gegenüber. Der Hauptteil der Karosserie wurde gegenüber dem GAZ-24 aus Kostengründen nicht geändert. Optische Neuerungen gab es lediglich im Bereich der Front und den Scheinwerfern, des Hecks sowie den Türen, hier entfielen die Dreiecksfenster und die Türgriffe wurden versenkt. Außerdem wurde die Ausstattung aufgewertet und inzwischen gängigen Sicherheitsanforderungen angepasst: Die Heckscheibe war beheizbar, die Halogenscheinwerfer erhielten eine Waschanlage, es wurde eine Sicherheitslenksäule und ein neues Lenkrad verwendet, es gab Kopfstützen vorne und das Armaturenbrett wurde neu gestaltet. Der Kraftstofftank wurde gemäß neuen ECE-Regelungen unter die Rücksitzbank verlegt, der Korrosionsschutz verbessert und die Vorderradaufhängung verstärkt. Außerdem gab es eine Zweikreisbremsanlage, die teilweise vom Moskwitsch-2140 stammte. Ein GAZ-3102 mit Dieselmotor wurde zwar schon zu Zeiten der Sowjetunion mehrfach angekündigt, jedoch nie in Großserie umgesetzt. 
Nach dem Zerfall der Sowjetunion wurde 1991 die Variante GAZ-31029 „Wolga“ mit modernisierter Optik abgeleitet. Während in den ersten Jahren nur die Innenausstattung aufgewertet wurde, wurden später auch Fünfganggetriebe, eine Servolenkung und modernere Bremsen eingebaut. Die Größe der Räder wurde von 14 zu 15 Zoll geändert. Ab 1992 wurde im GAZ-31029 ein Vierzylinder-Ottomotor vom Typ ЗМЗ-402.10 eingesetzt, der bei gleichem Hubraum (2,45 l) auf die Schichtladung verzichtete. Die Leistung sank dadurch leicht von 105 auf 100 PS (73,5 kW) bei 4500 min−1. Auch ein niedrig verdichtender Motor für Benzin mit 76 Oktan (ЗМЗ-4021.10, 90 PS / 66 kW) wurde wieder angeboten. Der weiterhin parallel angebotene GAZ-3102 „Wolga“ erhielt ab 1992 ebenfalls die neuen Motoren. Vom Schichtladungsverfahren, welches schon zur Zeit der Entwicklung des Motors Probleme bereitet hatte, trennte man sich. Die Produktion des GAZ-31029 endete 1997 nach über einer halben Million Exemplaren.
Mit dem GAZ-3110 Wolga wurde eine letzte Modernisierung entwickelt, die 1997 den GAZ-31029 „Wolga“ als Nachfolger ablöste. Die Fahrzeuge wurden bis 2006 produziert und hatten eine gehobenere Innenausstattung sowie einige Designänderungen an der Karosserie. Insgesamt wurden 582.606 Exemplare gefertigt.
Die Frage nach einem Nachfolger für die Grundversion GAZ-3102 „Wolga“ blieb indes ungelöst, obwohl ein solcher lange in Planung war. So entstanden während der Entwicklung des GAZ-3105 Wolga, die bereits in den 1980ern begann, auch Prototypen mit der Bezeichnung GAZ-3103 und GAZ-3104. Sie waren mit leistungsschwächeren Vierzylindermotoren ausgestattet und mit Vorderradantrieb bzw. Hinterradantrieb ausgerüstet. Der GAZ-3105 „Wolga“ verfügte dagegen über Allradantrieb und wurde mit einem V6-Motor projektiert. Weder der GAZ-3103 noch der GAZ-3104 gelangten über das Prototypenstadium hinaus. Die langwierige Entwicklung wurde schließlich fallen gelassen, nachdem man etwa das Fünffache des Budgets investiert hatte, das zuvor für die Entwicklung des GAZ-3102 zur Verfügung stand. Jedoch griff man in den frühen 1990ern die Pläne für die Modelle GAZ-3103 und GAZ-3104 wieder auf, diesmal mit der Intension, einen Nachfolger für den GAZ-3102 bzw. GAZ-31029 „Wolga“ zu schaffen. Der so entstandene Prototyp wurde auf dem Moskauer Autosalon 1998 präsentiert und schließlich als GAZ-3111 Wolga in sehr geringen Stückzahlen gebaut.
Der ursprüngliche GAZ-3102 blieb bei kaum verändertem Äußeren mit wechselnden Vierzylinder-Ottomotoren weiterhin im Programm. Die Auswirkungen der Weltfinanzkrise 2007–2008 trafen die russische Automobilindustrie hart, was schließlich 2009 zur Produktionseinstellung führte. Ein Jahr später gab GAZ die Personenwagenfertigung ganz auf.

## Motor mit Schichtladung
Der GAZ-3102 „Wolga“ war seinerzeit neben den Hondas mit CVCC einer der wenigen Serien-Pkw, deren Motor nach dem Prinzip der Schichtladung arbeitete. Wie auch bei Honda handelte es sich um einen Vergasermotor mit unterteilten Brennräumen (Vorkammer und Hauptbrennraum) für die sogenannte Fackelzündung. Im Wolga gab es dazu eine kontaktgesteuerte Transistorzündung (TSZ-k). In der Sowjetunion wurden bereits seit den 1930er Jahren zu diesem Verbrennungsprinzip vergleichsweise umfangreiche Forschungen angestellt und diverse Versuchsfahrzeuge damit ausgestattet. Mit dem GAZ-3102 wagte man nun den Übergang in die Serienfertigung.
Jeder Zylinder hat neben dem Hauptbrennraum eine Vorkammer, in die über ein Zusatzventil angereichertes Kraftstoff-Luftgemisch gelangt, das von einer herkömmlichen Zündkerze gezündet wird. Durch zwei Düsen strömt das gezündete Gemisch in die Hauptbrennkammer und entzündet dort ein mageres Arbeitsgemisch.
Im GAZ-3102 ergaben sich mit dem Schichtladungsmotor bei identischem Hubraum zum bisherige Wolga-Motor mit 2445 cm³ und von 8,2 auf 8,0 zurückgenommener Verdichtung neben einer Leistungssteigerung von 70 auf 77 kW (105 PS) ein um etwa 2 l/100 km niedrigerer Kraftstoffverbrauch und wesentlich geringere Schadstoffemissionen im Abgas. Für den Betrieb mit minderwertigerem 76-Oktan-Benzin gab es einen Motor mit einer geringeren Verdichtung.
Das innovative Motorkonzept barg jedoch Nachteile, die auch im Rahmen der umfangreichen Forschungsarbeiten dazu in der Sowjetunion nicht gelöst werden konnten. Zum einen stand der erreichten Leistungssteigerung ein geringeres Drehmoment (181 statt bisher 196 Nm) gegenüber, das zudem erst bei etwa 2500 min−1 statt bisher etwa 2300 min−1 anlag. Zum anderen gab es mit dem Schichtladungsmotor thermische Probleme. Ab 1992 wurden für alle Modellvarianten wieder konventionelle Ottomotoren verwendet.

## Modellvarianten
Die folgende Auflistung umfasst sowohl Serienfahrzeuge als auch Prototypen.
- GAZ-3101 „Wolga“ – Erste lauffähige Prototypen ab 1973 mit experimentellen V6- und V8-Motoren, nicht in Serie gebaut. Weiterentwickelt und teilweise für den KGB und das sowjetische Innenministerium in Kleinserie gefertigt als GAZ-31011, GAZ-31012 und GAZ-31013. Inoffiziell wurden diese Modelle auch als GAZ-3102 V8 bezeichnet.
- GAZ-31011 „Wolga“ – Prototyp um 1984 mit experimentellem V8-Motor, 4254 cm³ Hubraum und 160 PS Leistung.[8] Der Motor basierte auf dem ЗМЗ-53 aus dem Lastwagen GAZ-53.[1]
- GAZ-31012 „Wolga“ – Modernisierte Variante des GAZ-3101 mit 5,5-l-V8 aus dem GAZ-13 Tschaika und 195 PS, in Kleinserie gebaut ab 1989.
- GAZ-31013 „Wolga“ – Ähnlich GAZ-31012, ebenfalls ab 1989 gefertigt, Motor vom Typ ZMZ-505.10 aus dem GAZ-14 Tschaika mit 200 PS und 5,5 l Hubraum.
- GAZ-3102 „Wolga“ – Ab 1982 gefertigte Basisversion des Serienmodells.
- GAZ-31021 „Wolga“ – Serienversion als Taxi. Vom GAZ-3102 unterschied sich das Fahrzeug durch Zusatzausrüstung ab Werk wie Taxameter, das Taxischild auf dem Dach und andere Frontscheinwerfer. Außerdem wurde der Motor für den Betrieb mit günstigerem Benzin (76 Oktan) abgestimmt.[9]
- GAZ-31022 „Wolga“ – Kombi-Variante des ursprünglichen GAZ-3102, es wurden nur Prototypen gebaut.
- GAZ-31022 „Wolga“ – Die Bezeichnung GAZ-31022 wurde später noch einmal für einen Serienkombi auf Basis des modernisierten GAZ-31029 vergeben. 1992 bis 1997 wurden 5155 Exemplare gebaut.[2]
- GAZ-31023 „Wolga“ – Ambulanzvariante mit Kombikarosserie auf Basis des GAZ-31029.[5] 1992 bis 1997 wurden 3097 Exemplare gefertigt.[2]
- GAZ-31024 „Wolga“ – Taxivariante mit Kombi-Karosserie auf Basis des überarbeiteten GAZ-31029. Aufgrund der wirtschaftlichen Lage der russischen Taxiunternehmen in den 1990er-Jahren wurden nur kleine Stückzahlen gefertigt.[2]
- GAZ-31027 „Wolga“ – Mitte der 1990er-Jahre gebaute Prototypen mit ЗМЗ-4064.10-Motor und Turbolader. Der Motor leistete 200 PS (147 kW) bei 5400 min−1.[5]
- GAZ-31028 „Wolga“ – 1989–1990 gebaute Kleinserie mit Wankelmotor von AwtoWAS und 140 PS (103 kW).[5]
- GAZ-31029 „Wolga“ – Von 1992 bis 1997 gebaute Grundversion mit geänderter Frontpartie und anderen Überarbeitungen. Von dieser Variante wurden je nach Quelle zwischen 521.650[2] und 529.604[5] Exemplare gebaut.
- GAZ-310297 „Wolga“ – Exportversion für Staaten mit tropischem Klima.[2]
- GAZ-2304 „Burlag“ – Pickup mit Pritsche und Plane auf Basis des GAZ-31029, nur Prototypen.[2]
- GAZ-23042 „Burlag“ – Kleintransporter mit Kühlkoffer auf Basis des GAZ-31029, nur Prototypen.[2]

## Technische Daten
Für den GAZ-3102, wie er ab 1982 gebaut wurde.
- Motor: Vierzylinder-Reihen-Ottomotor
- Motortyp: „ЗМЗ-4022.10“ mit Schichtladung und Fackelzündung
- Leistung: 105 PS (77 kW) bei 4750 min−1
- Hubraum: 2445 cm³
- Bohrung: 92,0 mm
- Hub: 92,0 mm
- maximales Drehmoment: 182 Nm bei 2500–3000 min−1
- Verdichtung: 8,0:1
- Gemischaufbereitung: Vergaser, Typ K-156
- Treibstoff: Benzin, 92 Oktan
- Zündfolge: 1–2–4–3
- Anlasser: Typ ST230-B
- Lichtmaschine: Typ G225
- Bordspannung: 12 V
- Getriebe: Viergang-Schaltgetriebe mit Rückwärtsgang, vollsynchronisiert
- Kupplung: Einscheiben-Trockenkupplung
- Höchstgeschwindigkeit: 152 km/h
- Treibstoffverbrauch: 8,5 l/100 km bei konstanten 80 km/h (Einstellwert)
- Beschleunigung 0…100 km/h: 16,2 s
- Bremsweg aus 80 km/h: 44 m
- Antriebsformel: 4×2 (Hinterradantrieb)

Abmessungen und Gewichte
- Länge: 4960 mm
- Breite: 1820 mm
- Höhe: 1476 mm
- Radstand: 2800 mm
- Wendekreis: 12,4 m Durchmesser
- Sitzplätze: 5
- Leergewicht: 1470 kg
- zulässiges Gesamtgewicht: 1870 kg
- Achslast vorne: 890 kg
- Achslast hinten: 980 kg
- Anhängelast: 500 kg
- Dachlast: 50 kg
- Reifengröße: 205/70R14
- Tankinhalt: 70 l